# Відкритий чемпіонат Австралії з тенісу 1975
Відкритий чемпіонат Австралії з тенісу 1975 — тенісний турнір, що проходив між 27 грудня 1974 та 1 січня 1975 року на трав'яних кортах стадіону Куйонг у Мельбурні, Австралія. Це був 63-ий чемпіонат Австралії з тенісу і перший турнір Великого шолома в 1975 році. 

## Огляд подій та досягнень
В одиночному розряді чоловіків Джон Ньюком здобув сьому і останню перемогу  в турнірах Великого шолома. В Австралії він тріумфував удруге. 
У жінок перемогла Івонн Гулагонг, для якої це був четвертий титул Великого шолома в одиночному розряді й другий в Австралії.
Александер та Дент виграли титул Великого шолома вперше, а Дент — єдиний раз. 
У змаганні жіночих пар Гулагонг перемогла втретє в Австралії й учетверте в турнірах Великого шолома, а Мічел перемога вдуге в Австралії та втретє (востаннє) в турнірах Великого шолома.

## Результати фінальних матчів

### Дорослі
| Одиночний розряд. Чоловіки Детальніше                        |                              |                          |
| Джон Ньюкомб                                                 | Джиммі Коннорс               | 7–5, 3–6, 6–4, 7–6 (9–7) |
|                                                              |                              |                          |
| Одиночний розряд. Жінки Детальніше                           |                              |                          |
| Івонн Гулагонг                                               | Мартіна Навратілова          | 6–3, 6–2                 |
|                                                              |                              |                          |
| Парний розряд. Чоловіки Детальніше                           |                              |                          |
| Джон Александер Філ Дент                                     | Боб Кармайкл Аллан Стоун     | 6–3, 7–6                 |
|                                                              |                              |                          |
| Парний розряд. Жінки Детальніше                              |                              |                          |
| Івонн Гулагонг Пеггі Мічел                                   | Ольга Морозова Маргарет Корт | 7–6, 7–6                 |
|                                                              |                              |                          |
| Мікст                                                        |                              |                          |
| Змагання в цій катерогії між 1970-м та 1985-м не проводилися |                              |                          |

## Виноски
1. ↑  1975 Men's Singles. Tennis Australia. Архів оригіналу за 29 січня 2011. {{cite web}}: Cite має пустий невідомий параметр: |df= (довідка)
2. ↑  1975 Women's Singles. Tennis Australia. Архів оригіналу за 2 листопада 2012. Процитовано 2 серпня 2018.
3. ↑  1975 Men's Doubles. Tennis Australia. Архів оригіналу за 17 січня 2013. Процитовано 2 серпня 2018.
4. ↑  1975 Women's Doubles. Tennis Australia. Архів оригіналу за 2 листопада 2012. Процитовано 2 серпня 2018.